# Фаррелл, Чарльз
Чарльз Фаррелл (англ. Charles Farrell; 9 августа 1900, Уолпоул, Массачусетс, США — 6 мая 1990, Палм-Спрингс, Калифорния, США) — американский актёр немого и раннего звукового кино, популярный в 1920—1930-е годы. Позже он начал карьеру на телевидении. Он наиболее известен по своим многочисленным фильмам с Джанет Гейнор, таким как «Седьмое небо», «Уличный ангел» и «Счастливая звезда».

## Биография

### Карьера
Чарльз начал карьеру в Голливуде в начале 1920-х годов. Его первой работой в кино стала небольшая роль в фильме The Cheat 1923 года с участием Полы Негри и Джека Холта. Второй картиной с участием актёра стал очень популярный фильм «Горбун из Нотр-Дама» по роману Виктора Гюго с Лоном Чейни в роли Квазимодо.
В 1920-е годы Чарльз снимался в ролях второго плана. Так продолжалось до 1927 года, когда на экраны вышел фильм «Седьмое небо» с Джанет Гейнор в главной роли. Чарльз играл её возлюбленного. Фильм имел настолько большой успех у зрителей и критиков, что Чарльз и Джанет сыграли вместе ещё в более чем десяти картинах. Переход к звуковому кино мало отразился на карьере актёра: его популярность не угасала и он оставался знаменитым.
В начале 1950-х годов Чарльз начал работу на телевидении, снявшись в телесериале My Little Margie. Сериал шёл с 1952 по 1955 год. В роли дочери Чарльза снялась Гейл Сторм. В 1956 году актёр начал вести свою собственную передачу — Шоу Чарльза Фаррелла.

### Личная жизнь
14 февраля 1931 года Чарльз женился на Вирджинии Валли, которая прожила с ним всю оставшую жизнь до 24 сентября 1968 года.
После завершения карьеры в кино Чарльз переселился в городок Палм-Спрингс, где вместе с Ральфом Беллами открыл теннисный клуб. В 1953 году Чарльз Фаррелл был избран мэром Палм-Спрингс. Он оставался на этом посту семь лет.
Актёр скончался 6 мая 1990 года в возрасте 88 лет от сердечного приступа.

## Избранная фильмография
- 1925 — / Clash of the Wolves
- 1926 — / A Trip to Chinatown
- 1926 — Старые броненосцы / Old Ironsides
- 1927 — Седьмое небо / Seventh Heaven
- 1927 — Ринг / The Ring
- 1927 — / The Rough Riders
- 1928 — Уличный ангел
- 1929 — Счастливая звезда
- 1929 — / The River
- 1929 — / Sunny Side Up
- 1930 — / Liliom
- 1930 — Городская девчонка / City Girl
- 1930 — / High Society Blues
- 1931 — / The Man Who Came Back
- 1931 — / Body and Soul
- 1931 — / Merely Mary Ann
- 1931 — / Delicious
- 1932 — / Wild Girl
- 1932 — / The First Year
- 1932 — / Tess of the Storm Country
- 1933 — / Girl Without a Room
- 1934 — / The Big Shakedown
- 1934 — / Change of Heart
- 1937 — Лунная соната
- 1938 — За углом
- 1941 — / The Deadly Game
- 1952—1955 — / My Little Margie (телесериал)